# Geri és Freki

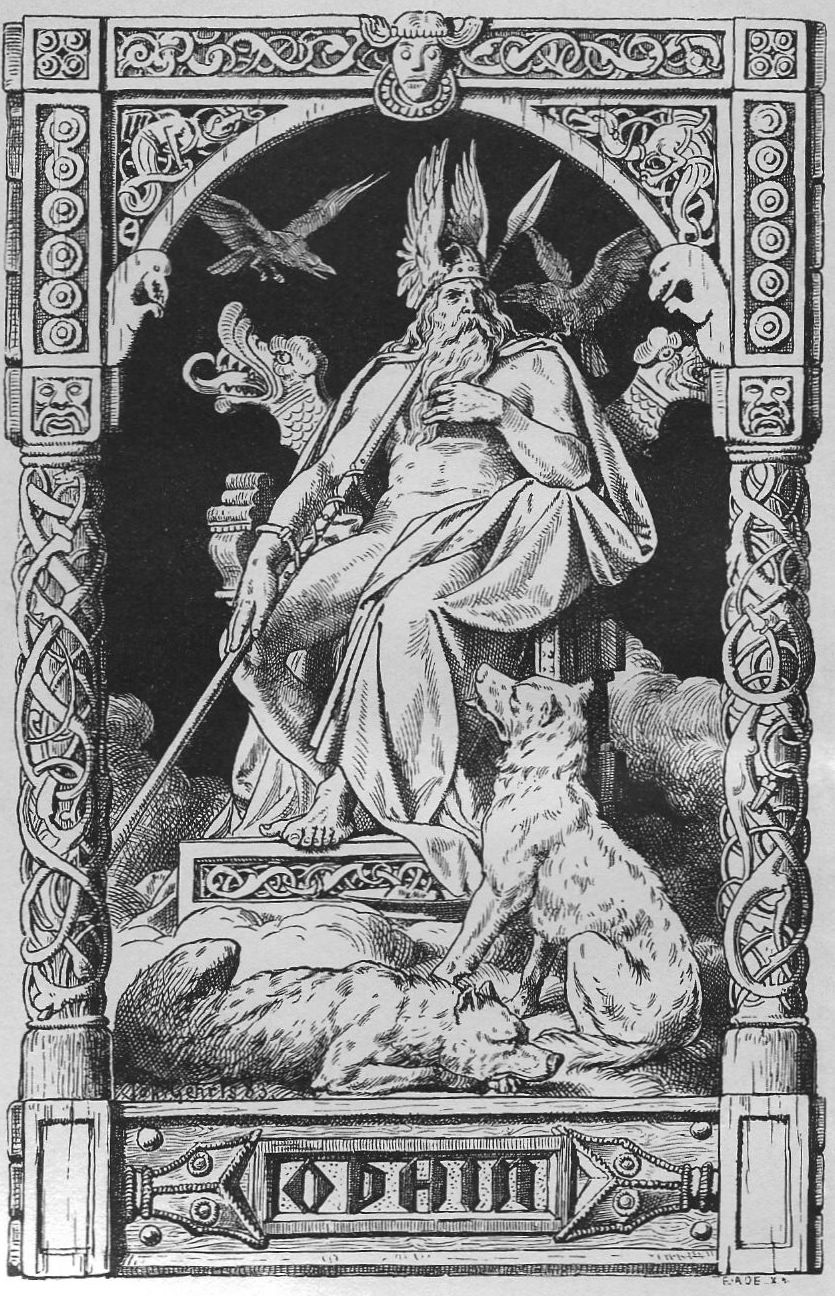
Odin, farkasaival (Geri és Freki) és hollóival

Geri és Freki (Gere és Freke) Odin két farkasa a skandináv mitológiában. Úgy követik Odint, mint hűséges kutyák. Egyes mondák szerint a háborúban elesettekkel is táplálkoznak. Geri azt jelenti: „kapzsi”, Freki azt jelenti: „mohó”.
A Grímnir-ének (Edda) szerint Odin nekik ad minden ételt amit felszolgálnak, mert „önmaga örökkön csak boron (eredetiben mézsörön) él”.
Fréki és Géri, két farkas,

falatot a Hadak

harcedzett Atyjától kap;

ám a fegyverdiszes Ódin

önmaga örökkön csak

boron él, élvezettel.

## Fordítás
- Ez a szócikk részben vagy egészben  a   Gere och Freke című svéd Wikipédia-szócikk fordításán alapul.  Az eredeti cikk szerkesztőit annak laptörténete sorolja fel. Ez a jelzés csupán a megfogalmazás eredetét és a szerzői jogokat jelzi, nem szolgál a cikkben szereplő információk forrásmegjelöléseként.
- Ez a szócikk részben vagy egészben  a   Geri and Freki) című angol Wikipédia-szócikk fordításán alapul.  Az eredeti cikk szerkesztőit annak laptörténete sorolja fel. Ez a jelzés csupán a megfogalmazás eredetét és a szerzői jogokat jelzi, nem szolgál a cikkben szereplő információk forrásmegjelöléseként.